# 湯冷
湯冷（日语：湯冷まし）是日本的瀹茶茶具，形似於茶盅（勻杯、分茶器），多用於瀹泡玉露茶時冷卻茶湯。玉露以茶湯攝氏度40 °C（104 °F）左右時的口感最佳，故取其作降溫之用。